# Manuel Fernández Saro
Manuel Pedro Fernández Saro (nacido el 27 de enero de 1975 en La Orotava) es un jinete español. Fue campeón de España en 2015.

## Participaciones en Juegos Olímpicos
- Río de Janeiro 2016, trigésimo octavo en salto individual y decimoprimero en salto por equipos.